# Nicolas de Diesbach
Pour les articles homonymes, voir Diesbach.
Nicolas de Diesbach (Niklaus von Diesbach), né en 1430, mort en 1475 (fils de Loys von Diesbach et de Clara von Büren), bourgeois de Berne, seigneur de Worb, fut chef du parti français à Berne, chambellan de Louis XI, chevalier du Saint-sépulcre, et avoyer de Berne en 1465.
Il s'allia avec Louis XI contre Charles le Téméraire en 1474, fit la guerre à ce dernier à cause des exactions du sire de Hagenbach, gouverneur du comté de Ferrette, remporta plusieurs victoires en Franche-Comté et mourut en 1475, laissant sa dignité à son cousin Guillaume de Diesbach, dont l'influence fit encore dominer le parti français à Berne. Ce dernier mourut en 1517.
Nicolas avait épousé, le 7 septembre 1449 Anna von Russeg (alias Rüsseck) puis, en secondes noces, Clara von Scharnachthal.

## Généalogie
La famille Diesbach est d'origine suisse, du canton de Berne. À la Réforme, une partie de la famille demeura catholique et, devant quitter Berne, se réfugia à Fribourg.
 
Les Diesbach ont fourni un grand nombre d'officiers au service étranger, notamment en Autriche, France, Pologne, Sardaigne, et Naples. En France le régiment suisse de Diesbach, créé en 1690, devint le 85e régiment d'infanterie de ligne.